# Liste der Monuments historiques in Cérilly (Allier)
Die Liste der Monuments historiques in Cérilly (Allier) führt die Monuments historiques in der französischen Gemeinde Cérilly auf.

## Liste der Bauwerke
| Bezeichnung      | Beschreibung            | Standort | Kennzeichnung | Schutzstatus   | Datum     | Bild           |
| ---------------- | ----------------------- | -------- | ------------- | -------------- | --------- | -------------- |
| Kirche St-Martin | 12. bis 15. Jahrhundert | (Lage)   | PA00093033    | Classé Inscrit | 1913 1933 | weitere Bilder |

## Liste der Objekte
| Bezeichnung                         | Beschreibung                                                    | Standort                       | Kennzeichnung | Schutzstatus | Datum | Bild |
| ----------------------------------- | --------------------------------------------------------------- | ------------------------------ | ------------- | ------------ | ----- | ---- |
| Skulpturengruppe Grablegung Christi | Gips, 1692                                                      | in der Kirche St-Martin (Lage) | PM03000060    | Classé       | 1902  |      |
| Retabel (Foto in der Base Palissy)  | Stein, 16. Jahrhundert                                          | in der Chapelle Dubois (Lage)  | PM03000062    | Classé       | 1938  |      |
| Glocke                              | Bronze, 1704 gegossen                                           | in der Kirche St-Martin (Lage) | PM03000061    | Classé       | 1943  |      |
| Grabmonument                        | Bronzebüste des Schriftstellers Charles-Louis Philippe, 1910/11 | auf dem alten Friedhof (Lage)  | PM03001686    | Inscrit      | 1992  |      |